# 希夫祖尔·拉赫曼
希夫祖尔·拉赫曼（英語：Hifzur Rahman）博士，印度外交官，現任印度首任常駐乍得大使，曾任印度駐敘利亞大使等職務。

## 經歷
希夫祖尔·拉赫曼擁有阿拉伯文學碩士學位和哲學博士學位，歷史、英語和阿拉伯文學榮譽學士學位，現代阿拉伯語高級文憑，以及新聞學研究生文憑。他還通過了印度大學撥款委員會的國家資格測試和青年研究員資格。
拉赫曼于2001年6月1日开始作爲一名外交官服務於印度外交部。他早期的海外外交任務包括：2002年9月至2005年11月，任印度駐吉達總領事館領事（教育、行政及朝覲事務）；2007年10月至2011年7月，任印度駐沙特阿拉伯大使館的二等秘書（信息與文化事务）；2011年8月至2014年8月，任印度駐突尼斯大使館二等秘書（領事、商務、政治事务）及辦公室主任；2014年9月至2019年2月期間擔任印度駐沙特阿拉伯大使館一等秘書（政治、信息和教育事务）。在新德里的外交部總部任职期间，他曾擔任海灣司隨員（2001年6月至2002年8月）、海灣司特別任務官（2005年11月至2007年9月）以及拉丁美洲和加勒比司副司長（2021年7月至2023年4月）。
2018年10月22日，被任命为下一任印度驻敘利亞大使。2019年3月21日至2021年6月26日，任印度駐敘利亞大使。2019年4月16日，向敘利亞總統巴沙爾·阿薩德遞交國書。
2023年2月8日，被任命爲印度駐乍得大使。2023年5月1日起，任印度驻乍得首位常驻大使。此前這一職位由常駐阿布賈的印度駐尼日利亞高級專員兼任。2023年8月9日，向尼日利亞總統穆罕默德·代比遞交國書。

## 個人生活
已婚，与妻子努兹哈特·伊克巴尔（Nuzhat Iqbal）育有一子兩女。
希夫祖尔·拉赫曼著有兩本阿拉伯語書籍和一本烏爾都語書籍：
- 《印度在促進阿拉伯遺產中的作用》（India’s role in Promotion of Arab Heritage，阿拉伯語）
- 《沙特小說中的社會趋势》（Social Inclination in Saudi Novels，阿拉伯語）
- （乌尔都语）